# Cyphophoenix elegans
Cyphophoenix elegans là loài thực vật có hoa thuộc họ Arecaceae. Loài này được (Brongn. & Gris) H.Wendl. ex Salomon mô tả khoa học đầu tiên năm 1887.